# Europese kampioenschappen schaatsen 1998
De Europese kampioenschappen schaatsen 1998 werden op 9, 10 en 11 januari 1998 gereden op de ijsbaan Oulunkylä in Helsinki, Finland.
Titelverdedigers waren de Europees kampioenen van 1997 in Heerenveen. In Thialf werden de Nederlanders Tonny de Jong en Ids Postma kampioen.
Tijdens dit EK werden de Duitse Claudia Pechstein en de Nederlander Rintje Ritsma Europees kampioen.
| Programma                                            | Programma                                               | Programma                              |
| vrijdag 9 januari                                    | zaterdag 10 januari                                     | zondag 11 januari                      |
| ---------------------------------------------------- | ------------------------------------------------------- | -------------------------------------- |
| 500 meter mannen 500 meter vrouwen 5000 meter mannen | 1500 meter vrouwen 1500 meter mannen 3000 meter vrouwen | 5000 meter vrouwen 10.000 meter mannen |

## Mannen

### Eindklassement
| Rang   | Schaatser            | Land        | Punten  | 500 m      | 5000 m       | 1500 m       | 10.000 m      |
| ------ | -------------------- | ----------- | ------- | ---------- | ------------ | ------------ | ------------- |
| Goud   | Rintje Ritsma        | Nederland   | 161,335 | 37,85 (2)  | 6.57,10 (1)  | 1.54,22 (1)  | 14.34,05 (2)  |
| Zilver | Roberto Sighel       | Italië      | 164,477 | 38,74 (4)  | 7.05,14 (5)  | 1.56,90 (6)  | 14.45,15 (7)  |
| Brons  | Vadim Sajoetin       | Rusland     | 164,882 | 39,27 (7)  | 7.08,81 (11) | 1.55,85 (3)  | 14.42,30 (6)  |
| 4      | Bart Veldkamp        | België      | 164,923 | 40,36 (16) | 6.57,74 (2)  | 1.57,75 (9)  | 14.30,79 (1)  |
| 5      | Falko Zandstra       | Nederland   | 165,320 | 38,80 (5)  | 7.07,70 (9)  | 1.57,38 (8)  | 14.52,49 (8)  |
| 6      | Jelmer Beulenkamp    | Nederland   | 166,013 | 39,17 (6)  | 7.08,07 (10) | 1.56,25 (4)  | 15.05,72 (9)  |
| 7      | Lasse Sætre          | Noorwegen   | 166,280 | 40,89 (24) | 7.01,91 (4)  | 1.58,01 (10) | 14.37,26 (4)  |
| 8      | Marnix ten Kortenaar | Oostenrijk  | 166,411 | 39,95 (15) | 7.06,19 (6)  | 1.59,30 (14) | 14.41,52 (5)  |
| 9      | Peter Adeberg        | Duitsland   | 166,638 | 38,43 (3)  | 7.14,51 (15) | 1.56,40 (5)  | 15.19,15 (11) |
| 10     | Steinar Johansen     | Noorwegen   | 166,722 | 39,27 (7)  | 7.07,17 (7)  | 1.56,92 (7)  | 15.15,25 (10) |
| 11     | Kjell Storelid       | Noorwegen   | 166,727 | 40,85 (21) | 7.01,17 (3)  | 2.00,16 (16) | 14.34,15 (3)  |
| 12     | Cédric Kuentz        | Frankrijk   | 167,327 | 39,35 (9)  | 7.11,09 (13) | 1.54,46 (2)  | 15.34,31 (12) |
| NC13   | Ermanno Ioriatti     | Italië      | 121,220 | 37,82 (1)  | 7.20,50 (20) | 1.58,05 (11) |               |
| NC14   | Anatoli Krasheninin  | Rusland     | 122,826 | 40,45 (17) | 7.07,56 (8)  | 1.58,86 (13) |               |
| NC15   | Stefano Donagrandi   | Italië      | 123,005 | 39,85 (13) | 7.16,09 (17) | 1.58,64 (14) |               |
| NC16   | Deszo Horváth        | Roemenië    | 123,679 | 40,82 (20) | 7.09,69 (12) | 1.59,67 (15) |               |
| NC17   | Nico Martin          | Duitsland   | 124,391 | 39,56 (12) | 7.26,38 (22) | 2.00,58 (19) |               |
| NC18   | Jacek Napora         | Polen       | 124,650 | 40,57 (18) | 7.13,64 (14) | 2.02,15 (22) |               |
| NC19   | Ivan Dyakov          | Rusland     | 124,787 | 39,55 (11) | 7.29,24 (23) | 2.00,94 (20) |               |
| NC20   | Jaromir Radke        | Polen       | 124,799 | 41,20 (24) | 7.14,93 (16) | 2.00,32 (18) |               |
| NC21   | Vesa Rosendahl       | Finland     | 125,649 | 39,91 (14) | 7.30,09 (24) | 2.02,19 (23) |               |
| NC22   | Vitali Novichenko    | Wit-Rusland | 125,702 | 40,67 (19) | 7.24,52 (21) | 2.01,74 (21) |               |
| NC23   | Daniel Vitén         | Zweden      | 126,016 | 39,42 (10) | 7.45,20 (27) | 2.00,23 (17) |               |
| NC24   | Olaf Kotva           | Duitsland   | 126,121 | 41,48 (25) | 7.17,25 (19) | 2.02,75 (24) |               |
| NC25   | Christian Eminger    | Oostenrijk  | 126,937 | 42,14 (26) | 7.16,81 (18) | 2.03,35 (26) |               |
| NC26   | Sergey Novichenko    | Wit-Rusland | 127,036 | 40,85 (21) | 7.31,13 (25) | 2.03,22 (25) |               |
| NC27   | Martin Holoubek      | Tsjechië    | 131,366 | 42,49 (27) | 7.43,93 (26) | 2.07,45 (27) |               |

## Vrouwen

### Deelname
De vrouwen streden voor de 23e keer om de Europese titel. Ze deden dit voor de eerste keer in Helsinki en in Finland. Tweeëntwintig deelneemsters uit elf landen namen aan dit kampioenschap deel. Tien landen, Duitsland (3), Italië (3), Nederland (3), Rusland (3), Noorwegen (2), Roemenië (2), Wit-Rusland (2), Finland (1), Hongarije (1) en Oostenrijk (2), waren ook vertegenwoordigd op het EK in 1997. Tsjechië (1) vaardigde voor het eerst na de deling van Tsjechoslowakije, dat in 1971, 1989 en 1990 had deelgenomen, een deelneemster af. Vier landen die in 1997 nog present waren, Letland, Oekraïne, Polen en Zweden, waren op dit kampioenschap afwezig.
De Duitse Claudia Pechstein werd de opvolgster van de Nederlandse Tonny de Jong en de negende vrouw die de Europese titel op haar naam schreef. Ze trad hiermee in de voetsporen van haar (Oost-)Duitse landgenoten Andrea Mitscherlich (5x), Gabi Schönbrunn (1x) en Gunda Niemann-Kleemann (7x Europees kampioene). Ze stond voor de tweede maal op het erepodium, in 1996 werd ze derde. Haar debuterende (West-Duitse) landgenote Anni Friesinger vergezelde haar op het erepodium op plaats twee. De Russische Svetlana Bazjanova op plaats drie completeerde het podium, zij behaalde haar tweede medaille na 1994 toen ze als tweede eindigde.
De drie Nederlandse deelneemsters, Annamarie Thomas, Barbara de Loor en Tonny de Jong, eindigden respectievelijk als vijfde, zesde en zevende in het eindklassement.

### Afstandmedailles
De Nederlandse deelneemsters wonnen op dit kampioenschap twee afstandmedailles. Annamarie Thomas behaalde met haar zilveren medaille op de 500 meter haar zesde afstandmedaille op het EK. Tonny de Jong behaalde met haar bronzen medaille op de 5000 meter haar achtste afstandmedaille.
De Italiaanse Elena Belci-Dal Farra behaalde bij haar twaalfde EK deelname haar eerste medaille (ze won de zilveren medaille op de 5000 meter) én de eerste medaille voor Italië bij de vrouwen.
| Afstand | Goud              | Zilver                | Brons              |
| ------- | ----------------- | --------------------- | ------------------ |
| 500m    | Claudia Pechstein | Annamarie Thomas      | Svetlana Bazjanova |
| 1500m   | Claudia Pechstein | Svetlana Bazjanova    | Anni Friesinger    |
| 3000m   | Anni Friesinger   | Svetlana Bazjanova    | Claudia Pechstein  |
| 5000m   | Claudia Pechstein | Elena Belci-Dal Farra | Tonny de Jong      |

### Eindklassement
Achter de namen staat tussen haakjes bij meervoudige deelname het aantal deelnames
| Rang   | Schaatsster                | Land        | Punten  | 500 m      | 1500 m       | 3000 m       | 5000 m       |
| ------ | -------------------------- | ----------- | ------- | ---------- | ------------ | ------------ | ------------ |
| Goud   | Claudia Pechstein (6)      | Duitsland   | 172,818 | 41,61 (1)  | 2.04,64 (1)  | 4.23,26 (3)  | 7.37,84 (1)  |
| Zilver | Anni Friesinger            | Duitsland   | 173,904 | 42,12 (5)  | 2.05,80 (3)  | 4.19,99 (1)  | 7.45,20 (4)  |
| Brons  | Svetlana Bazjanova (6)     | Rusland     | 174,316 | 42,03 (3)  | 2.05,69 (2)  | 4.22,76 (2)  | 7.45,97 (5)  |
| 4      | Ulrike Adeberg (5)         | Duitsland   | 176,195 | 42,11 (4)  | 2.06,72 (6)  | 4.30,34 (7)  | 7.47,89 (6)  |
| 5      | Annamarie Thomas (4)       | Nederland   | 176,734 | 41,74 (2)  | 2.05,82 (4)  | 4.29,57 (5)  | 8.01,26 (9)  |
| 6      | Barbara de Loor (3)        | Nederland   | 177,780 | 43,37 (12) | 2.06,54 (5)  | 4.32,31 (9)  | 7.48,45 (7)  |
| 7      | Tonny de Jong (5)          | Nederland   | 177,912 | 42,67 (7)  | 2.11,47 (10) | 4.29,59 (6)  | 7.44,88 (3)  |
| 8      | Anette Tønsberg (8)        | Noorwegen   | 178,889 | 42,67 (7)  | 2.08,33 (7)  | 4.34,93 (12) | 7.56,22 (8)  |
| 9      | Elena Belci-Dal Farra (12) | Italië      | 179,095 | 44,49 (17) | 2.11,24 (9)  | 4.26,33 (4)  | 7.44,71 (2)  |
| 10     | Larisa Plekjanova          | Rusland     | 181,537 | 42,45 (6)  | 2.11,57 (12) | 4.38,60 (15) | 8.07,98 (10) |
| 11     | Emese Dörfler-Antal (6)    | Oostenrijk  | 182,591 | 43,09 (9)  | 2.13,36 (15) | 4.30,98 (8)  | 8.18,85 (11) |
| 12     | Mihaela Dascalu (8)        | Roemenië    | 183,374 | 43,76 (14) | 2.10,63 (8)  | 4.33,43 (10) | 8.25,00 (12) |
| NC13   | Nicola Mayr (2)            | Italië      | 133,143 | 43,33 (11) | 2.12,61 (13) | 4.33,66 (11) |              |
| NC14   | Tatyana Sjachkova (2)      | Rusland     | 133,588 | 43,82 (15) | 2.11,50 (11) | 4.35,61 (13) |              |
| NC15   | Lise Marie Braathen        | Noorwegen   | 134,802 | 44,50 (18) | 2.12,71 (14) | 4.36,40 (14) |              |
| NC16   | Chiara Simionato (3)       | Italië      | 135,713 | 43,54 (13) | 2.14,17 (16) | 4.44,70 (16) |              |
| NC17   | Krisztina Egyed (2)        | Hongarije   | 136,054 | 43,28 (10) | 2.15,01 (18) | 4.46,63 (17) |              |
| NC18   | Jenny Andberg (2)          | Finland     | 136,880 | 44,10 (16) | 2.14,37 (17) | 4.47,94 (18) |              |
| NC19   | Dana Ionescu (2)           | Roemenië    | 139,578 | 45,28 (20) | 2.17,47 (19) | 4.50,85 (19) |              |
| NC20   | Svetlana Tsjepelnikova     | Wit-Rusland | 139,601 | 44,88 (19) | 2.18,04 (20) | 4.52,25 (20) |              |
| NC21   | Olga Klyga (3)             | Wit-Rusland | 140,339 | 45,35 (21) | 2.18,65 (21) | 4.52,64 (22) |              |
| NC22   | Jana Rejhonová             | Tsjechië    | 144,311 | 48,39 (22) | 2.21,51 (22) | 4.52,51 (21) |              |